# رسیو (بازیکن فوتبال)
رسیو (انگلیسی: Recio؛ زادهٔ ۱۱ ژانویهٔ ۱۹۹۱) بازیکن فوتبال اهل اسپانیا است.
از باشگاه‌هایی که در آن بازی کرده‌است می‌توان به باشگاه فوتبال مالاگا و باشگاه فوتبال گرانادا اشاره کرد.
وی همچنین در تیم‌های ملی فوتبال زیر ۲۰ سال اسپانیا و زیر ۲۱ سال اسپانیا بازی کرده‌است.